# Ahmad Al-Dokhi
Ahmad Al-Dokhi Al-Dossari, anche noto come Ahmed Dokhi (Riyad, 25 ottobre 1976), è un ex calciatore saudita di origini africane, difensore.

## Carriera

### Club
Dokhi ha cominciato a giocare nell'Al-Hilal, squadra saudita con cui ha vinto l'AFC Champions League e la Supercoppa AFC nel 2000. Tra la stagione 2004 e quella 2005 è stato acquistato dai rivali di Gedda dell'Al-Ittihad, con cui ha vinto nuovamente l'AFC Champions League, nel 2005.

### Nazionale
Ha esordito in nazionale nel 1993 e conta più di 70 presenze; inoltre ha partecipato ai Mondiali 1998 in Francia, a quelli del 2002 in Corea e Giappone, e a quelli del 2006 in terra tedesca (tutte e tre le campagne chiuse al primo turno).

## Palmarès

### Club
- Campionato saudita: 4

Al-Hilal: 1995-1996, 1997-1998, 2001-2002, 2004-2005
- AFC Champions League: 2

Al-Hilal: 2000
Al-Ittihad: 2005
- Supercoppa d'Asia: 1

Al-Hilal: 2000